# ترتوشوو
ترتوشوو (به لاتین: Trtoševo) یک منطقهٔ مسکونی در بوسنی و هرزگوین است که در فوچا، بوسنی و هرزگوین واقع شده‌است.